# Carposina adreptella
Carposina adreptella (tên tiếng Anh: New Zealand Raspberry Budmoth) là một loài bướm đêm thuộc họ Carposinidae. Nó là loài đặc hữu của New Zealand.
Sải cánh dài 14–17 mm. 